# Eugène Remy Maes
Eugène Remy Maes (Puurs, 23.01.1849 - Kontich, 1931) was een Belgisch kunstschilder.

Hij was de zoon van Ivo Guillaume Maes en Joanna Maria Maes.

## Werk
Hij was leerling aan de Academie in Brussel en werd schilder van portretten, genretaferelen en voorstellingen van dieren. De diervoorstellingen omvatten schapen, rundvee, kleinvee maar hoofdzakelijk gevogelte zoals kippen en duiven.
Voor sommige schilderijen werkte hij samen met genreschilders zoals David Col, Gerard Portielje en Jan Portielje. Een groot deel van zijn productie verhandelde hij via de kunsthandelaars Albert D'Huyvetter en zijn zoon Albert junior.
Maes bediende zich soms van de pseudoniemen Ermaes en Théo Van Sluys. Laatstgenoemde zou de naam van een familielid geweest zijn.